# 채영병
채영병(蔡泳秉, 1973년 3월 7일, 전라북도 전주시 ~ )은 대한민국의 제11대.제12대 전라북도 전주시의원이다.

## 학력
- 2002.03 ~ 2006.02 전주대학교 사회복지학과 학사
- 2008.03 ~ 2010.02 한일장신대학교 NGO정책대학원 행정학 석사 졸업

### 비학위 수료
- 1998.11.24 ~ 1998.12.11 전주시민회 제5회 언론학교과정 수료
- 1999.01.04 ~ 1999.02.27 전북대학교 평생교육원 청소년지도자 교육 과정 수료
- 1999.07.07 ~ 1999.07.08 전라북도 자원봉사센터 청소년자원봉사지도자 과정 수료
- 2000.12.17 도덕성회복국민운동본부 전국지도자 연수교육과정 수료
- 2001.10.19 태권도 3급 사범지도자 교육 과정 수료
- 2001.11.05 전라북도 사회복지협의회 전주시민 사회 복지대학 수료
- 2002.07.20 ~ 2002.09.28 장애인 리더쉽 아카데미 교육과정
- 2002.09.02 ~ 2002.10.23 전주대학교 행정대학원 NGO지도자 아카데미 과정 수료
- 2004.10.15 ~ 2004.10.23 법무부정책재단 한국소년보호협회 청소년지도직무연수 과정
- 2005.12.12 한국사회복지협의회 사회복지봉사활동인증교육 과정 수료
- 2006.09.25 ~ 2006.12.18 한일장신대학교 NGO지도자 경영아카데미 과정 수료
- 2007.06.14 대한적십자사 기본교육과정 수료

## 경력
- 사랑모아 택배문고 대표
- 전주시 사랑의 열매 봉사단 이사
- 사회복지봉사활동 인증기관 대표
- 전라북도 족구연합회 이사
- 국제와이즈멘 전주모악클럽 봉사부장
- 국제와이즈멘 전주모악클럽 이사
- 국제와이즈멘 전주모악클럽 재무장
- 전라북도 공익사업 선정위원회 위원
- 전라북도 공익사업 평가위원회 위원
- 전주만성초등학교 운영위원장
- 전주대학교 총동문회 이사
- 지역발전연구소 27기
- 민족통일협의회 전라북도 협의회 관리국장
- 한국작은도서관협회 전주시 회장
- 전주시·완주군 통합 추진협의회 사무처장
- 희귀 난치병 환우를 위한 여울돌 자문위원
- 전주 완산소방서 의용소방대 감사
- 전주시 그룹홈 운영위원회 위원장
- KBA사랑나눔 운동본부 대표
- 대한적십자 전주 온고을 봉사회원
- 전라북도 척수장애인협회후원 회장
- 한국조류보호협회 전주지회장
- 삼우중학교 총동문회 대외협력국 차장
- 법무부 정책재단 한국소년보호협회 부교수
- 전주완산경찰서 시민경찰
- 굿월드자선은행 후원회장
- 효자2동 자율방범대 자문위원
- 효자3동 자율방범대 자문위원
- 전북작은자의 장애인 자립생활센터 운영위원
- 법무부장관 위촉 소년보호위원
- CBMC 전주지회 총무
- 전주대학교 민주동문회 자문위원
- 새천년민주당 당무위원(2001~2005)
- 민주당 당무위원(2005~2007)
- 민주당 전북도당 전주시 완산구 을 지방자치대책위원장
- 민주당 전북도당 상무위원
- 민주당 전국청년위원회 사회복지정책위원회 위원장
- 민주당 전북도당 전주시 완산구 을 사회복지위원회 위원장
- 민주당 사회복지 국장
- 민주당 선거대책위원회 공동 부위원장
- 민주당 전북도당 대외협력국 국장
- 2020.04 ~ 2022.06 제11대 전라북도 전주시의회 의원
- 2020.04 ~ 2020.07 제11대 전라북도 전주시의회 전반기 복지환경위원회 위원
- 2020.07 ~ 2022.06 제11대 전라북도 전주시의회 후반기 복지환경위원회 위원
- 2022.07 ~  현재    제12대 전라북도 전주시의회 전반기 복지환경위원회 위원

## 수상
- 1991.11 전주시장 표창패
- 2000.12.28 국무총리 청소년보호위원장 표창장
- 2001.09.07 전라북도지사 표창장
- 2001.10.26 재단법인 국기원장 표창장
- 2005.09.24 전북사립문고협의회 표창패
- 2005.12.21 전북장애인손수레자립생활협회 감사패
- 2008.06.10 국제와이즈멘 한국전북지구 전주지방 공로패
- 2008.12.27 전라북도 족구연합회 공로패
- 2009.10.09 전라북도 경찰청장상 수상
- 2009.12.09 전라북도 장애인 보치안연맹 공로패
- 2009.12.14 전주만성초등학교장 공로패
- 2017.11.9  전주완산 소방서 표창
- 2020.12.31 주택관리공단 전북지사 감사장
- 2021.7.26   전주 문학초등학교/녹색어머니연합회 전북지회 감사패
- 2021.11.1   전라북도 사회복지법인연합회 감사장
- 2022.11.2   전주시 사랑의 열매 나눔봉사단 착한의원패 수상
- 2021.11.3   전주 효자5동 서곡지역사회발전 공로 감사장
- 2021.11.28 동행사회적협동조합 복지발전기여 감사장
- 2021.12.31 전라북도지사 표창장
- 2022.1.21   전주 효자5동 코오롱스카이타워 입주민 감사장
- 2022.10.15 전주완산의용 소방대연합회 감사패
- 2022.11.14 사) 대한안마사협회 전북지부 자문위원 위촉/감사패
- 2022.12.13 전주시 다문화가족지원센타 감사장
- 2013.5.12  대한노인회 전주시지회 풍림아이원/입주자 대표회 감사패
- 2023.5.19  전주시 베드민턴협회 자문위원 위촉 및 감사패
- 2023.8.25  대한민국 삼색무궁화 대상(지역발전복지증진공로) 수상

## 논문
- 2003.11 시민단체활동체험수기 500장 분량
- 2009.12 뇌성마비 장애인 직업재활실태와 취업 욕구에관한 연구 석사 졸업 논문

## 역대 선거 결과
|  | 13.01% |

|  | 10.30% |

|  | 15.73% |

|  | 59.95% |

|  | 19.79% |